# Tockus hartlaubi
Tockus hartlaubi là một loài chim trong họ Bucerotidae.